# عائلة جاكسون

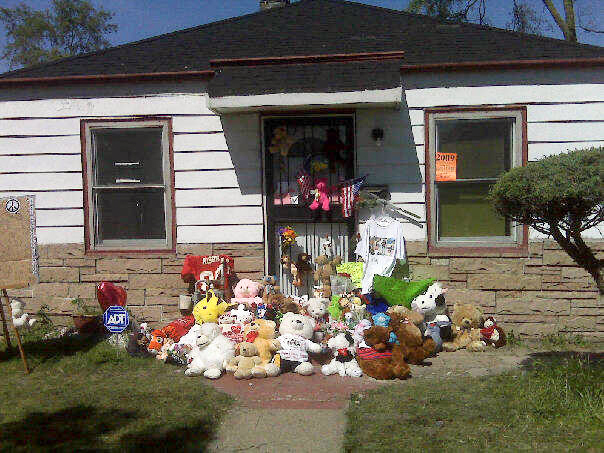
منزل عائلة جاكسون

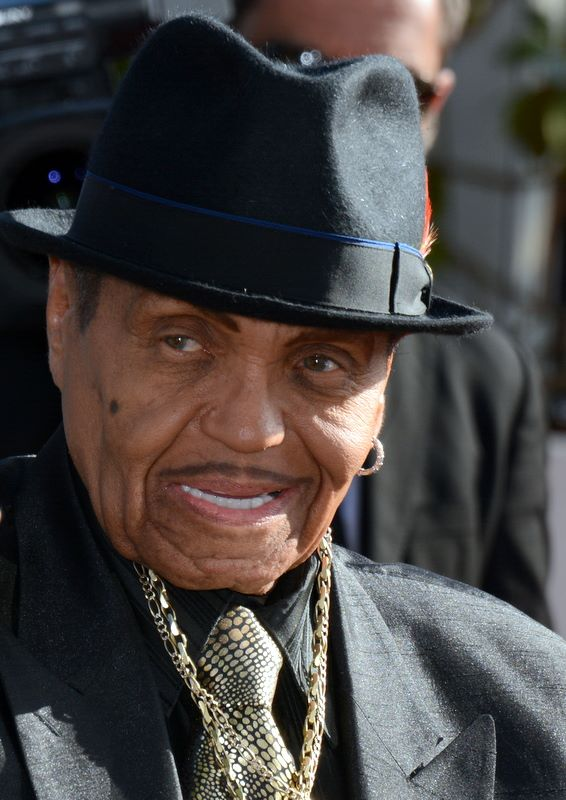
أب الأسرة جوزيف جاكسون

عائلة جاكسون (بالإنجليزية: Jackson family)‏ هي عائلة أمريكية من الموسيقيين والمغنيين والفنانين من مدينة غاري بولاية إنديانا الأمريكية، تتكون من الأبوين جوزيف والتر جاكسون وكاثرين إستر جاكسون، وأبنائهما التسعة: ريبي، جاكي، تيتو، جيرماين، لاتويا، مارلون، راندي، مايكل وجانيت. اشتهرت العائلة بعد نجاح فرقة الجاكسون 5 في آواخر الستينيات من القرن الماضي، وحققت نجاحات كبيرة في الموسيقى الشعبية الأمريكية كمجموعة وأفراد جعلها تلقب باسم عائلة موسيقى السول الأولى، ويطلق عليها لقب العائلة الملكية للبوب خاصة بعد نجاح جانيت ومايكل، هذا الأخير حاز لقب ملك البوب.

## أعضاء العائلة
- جوزيف جاكسون (توفي 27 يونيو 2018)
- كاثرين جاكسون
- ريبي جاكسون
- تيتو جاكسون
- جاكي جاكسون
- جيرماين جاكسون
- لاتويا جاكسون
- مارلون جاكسون
- براندون جاكسون (توفي 12 مارس 1957 "عند الولاده")
- مايكل جاكسون (توفي 25 يونيو 2009)
- راندي جاكسون
- جانيت جاكسون